# Говор, Александр Николаевич
Алекса́ндр Никола́евич Го́вор (род. 8 июня 1960, Сталинск, Кемеровская область) — российский бизнесмен, нефтяник и ресторатор, владелец ООО «ГиД», под управлением которой находилось более 25 ресторанов сети «Макдоналдс» в Сибири. С 2022 года — владелец сети ресторанов «Вкусно — и точка», открытых в помещениях бывшего российского подразделения «Макдоналдс». Кандидат технических наук (2000).

## Ранняя жизнь
Александр Говор родился 8 июня 1960 года в посёлке Точилино под Новокузнецком. В 1978 году окончил Кузнецкий металлургический техникум, работал помощником сталевара мартеновской печи на Кузнецком металлургическом комбинате (ныне Новокузнецкий металлургический комбинат). Через год ушёл в армию и по возвращении устроился шахтёром на шахту «Юбилейная». Там он проработал на разных должностях до 1997 года.
В 2000 году защитил кандидатскую диссертацию на тему «Обоснование пространственно-планировочных и технологических решений по подземной разработке угольных месторождений брахисинклинального типа», и ему была присвоена степень кандидата технических наук.

## Предпринимательская деятельность

### Угольные и нефтеперерабатывающие компании
Спустя время Говор стал генеральным директором шахты «Юбилейная», а затем и других шахт. Все они принадлежали государственной компании «Кузнецкуголь».
В 2000 году активы «Кузнецкугля» были переданы новой компании «Южкузбассуголь». Половина компании досталась концерну «Евраз» Романа Абрамовича, а другая половина — руководству «Кузнецкугля»: Говору, директору концерна Владимиру Лаврику и финансисту Юрию Кушнерову.
Оперативное управление «Южкузбассугля» возглавили Говор, Лаврик и Кушнерев. В 2006 году в состав концерна входило 24 предприятия, капитализация оценивалась в $1,3 млрд. В сентябре того же года Лаврик погиб в авиакатастрофе, его место занял сын Георгий.
В 2007 году на двух принадлежащих предприятию шахтах с разницей в два месяца произошла авария, в результате которой погибли 148 человек. Георгий Лаврик по поручению губернатора Кемеровской области Амана Тулеева выделил семьям погибших по 1 млн рублей, но вычел по 200 тысяч рублей с каждого за поминальные обеды и гробы итальянского производства.
После этого Тулеев попросил трёх директоров Георгия Лаврика, Александра Говора и Юрия Кушнерова продать свои доли в «Евраз». В итоге договор о продаже акций «Евразу» был закрыт 8 июня 2007 года. На двоих Говор и Юрий Кушнеров заработали более $500 млн и решили вложиться в нефтепереработку. Они основали ЗАО «Нефтехимсервис» и Яйский нефтеперерабатывающий завод, вступивший в строй в 2013 году в Кемеровской области. По данным базы «Контур. Фокус», в 2021 году выручка компании составила 97,5 млрд рублей, прибыль — 484 млн.
В 2007 году Александр Говор основал компанию «Сибэнергоуголь», которая экспортирует уголь в Словакию, Турцию, Казахстан, Италию, Польшу, Болгарию и Китай. В 2011 году «Сибэнергоуголь» была продана холдингу Михаила Федяева «Сибирскому деловому союзу».
Александр Говор также является сооснователем новокузнецкой нефтеперерабатывающей компанией «НефтеХимСервис» (владелец — Яйский нефтеперерабатывающий завод). Говор руководил этим предприятием до 2013 года. Александру Говору также принадлежит 50 % Анжерского нефтеперерабатывающего завода. Ранее Александр Говор также был совладельцем «Южкузбассугля».

### «Макдоналдс» в Сибири. ООО «ГиД»
16 сентября 2015 года Александр Говор открыл свой первый ресторан «Макдоналдс» в Сибири. Он располагался в Новокузнецке в ТЦ «Планета». Основной зал ресторана был рассчитан на 114 посетителей, и ещё 48 мест предусмотрено на летней веранде. Также в ресторане работало окно экспресс-обслуживания «МакЭкспресс». В том же году Говор объявил о своих планах выделить 3 млрд рублей на открытие новых ресторанов «Макдоналдс» в Сибири.
ООО «ГиД» управляет более чем 25 ресторанами «Макдоналдс» в Новосибирске, Бердске, Томске, Кемерово, Новокузнецке, Барнауле и Красноярске. Говор владеет сетью через компанию «ГиД». По данным базы «Контур. Фокус», сеть убыточна: в 2021 году её выручка составила 2,1 млрд рублей, а чистый убыток — 12,4 млн рублей.
Активное развитие ООО «ГиД», владевшей сетью «Макдоналдс» в Сибири, сопровождалось развитием инфраструктуры. 17 сентября 2015 года состоялось открытие распределительного центра «ХАВИ Логистикс» площадью 3000 м² в городе Обь Новосибирской области. Центр стал хранить и распространять продукцию для сибирских ресторанов «Макдональдс», позже этот склад купила компания «ГиД».
В 2016 году в Кемерово открылся первый «Макдоналдс». Площадь нового ресторана составила 616 м². Заведение было рассчитано на 106 мест.
В 2018 году «Макдоналдс» прекратил дальнейшее самостоятельное развитие в Сибирском федеральном округе и продал Александру Говору 6 ресторанов, работающих в Новосибирске (на станциях метро «Речной вокзал», «Гагаринская», «Студенческая», а также в ТРЦ «Аура», «Галерея Новосибирск» и «Сибирский Молл») за 1,4 млрд руб. Самый первый ресторан в Новосибирске был открыт ещё в 2015 году. Один из ресторанов, расположенных на «Студенческой», впоследствии закрыла компания «ГиД».
В 2016 году в интервью бизнес-порталу «Континенту Сибирь» глава российского подразделения «Макдоналдс» Хамзат Хасбулатов отметил, что в случае с ООО «ГиД» американская компания сама обучает менеджеров, которые развивают бизнес «Макдоналдс» в Сибири. Он также сообщил, что компания закупает более 85 % своей продукции у 160 российских производителей.

#### Проблемы с открытием «Макдоналдс» в Красноярске
В 2019 году компания Говора планировала открыть «Макдоналдс» в Красноярске на улице Волочаевской. До этого там находилось здание бывшего центра дополнительной подготовки, которое считалось аварийным. Структура «ГиДа» АО «Инрусинвест» купила это здание за 59,8 млн рублей и обратилась в градостроительное управление мэрии за разрешением на реконструкцию.
При этом руководитель отдела строительства «ГиДа» Дмитрий Нестерович отметил, что дом фактически находился не в аварийном, а «в довольно изношенном состоянии». Бывший вице-президент детского центра сказал, что бизнесмены давно хотели купить это здание из-за его удачного расположения, а мэрия будет его продавать, но предыдущий директор центра не позволял этого сделать.
В ожидании ответа компания, начавшая реконструкцию без необходимых документов, сообщила, что ресторан откроется в конце февраля. Но за два дня до открытия местный депутат Константин Сенченко рассказал, что администрация всё ещё рассматривает заявление о реконструкции — у властей были замечания к документами, однако представители «ГиДа» никак на это не отреагировали.
Открытие было отложено, а дело рассматривала прокуратура. В ноябре 2019 года ресторан открылся. Представитель «ГиДа» сообщила местному изданию «Проспект Мира», что вопрос с документами был решён.
В декабре 2019 года «ГиД» открыла в городе ещё один «Макдоналдс» без разрешительных документов. Первоначально мэрия дала компании разрешение на ввод здания в эксплуатацию, но в феврале 2020 года отозвала это разрешение по требованию прокуратуры, так как компания «ГиД» не предоставила документы на подключение здания к городским сетям. Однако претензий к «Макдоналдс» и «ГиДу» у прокуратуры не возникло, ресторан продолжал работать.
После слухов о том, что рестораны «Макдоналдс» в Сибири могут закрыться из-за введения экономических санкций против России и массового ухода западных компаний из России, ООО «ГиД» уверенно заявляли о продолжении работы в Сибири.

### Продажа Александру Говору «Макдоналдс»
19 мая 2022 года компания «Макдоналдс» заявила, что продаст свой бизнес в России Александру Говору. Было объявлено, что по условиям сделки, Говор купит и будет управлять всеми ресторанами McDonald’s в России под новым брендом. Работники ресторана продолжат работать ещё как минимум два года. Новый владелец сети Говор также взял на себя существующие обязательства перед поставщиками, арендодателями и коммунальными службами.

## Другой бизнес
По данным «Контур Фокус», в 2007 году Говор основал девелоперскую компанию АО «Инрусинвест». С 2017 года 100 % компании принадлежит Светлане Владимировне Говор. За время своего существования компания создала более 31 дочерних организаций: гостиничные сети, медицинские клиники и другие. В 2021 году она заработала 197,6 млн рублей, чистая прибыль составила 82,4 млн рублей.
В 2008 году Говор основал «А-Мега-Холдинг», которому принадлежит производитель продуктов питания «Сибирская Милена». В его состав входят несколько животноводческих ферм и молочных заводов, колбасная фабрика «Деликатесы Междуречья» и ресторан «Царская охота». В 2022 году 100 % компании принадлежит Елене Пустоваловой.
Александру Говору также принадлежит 100 % компании «Сибирский распределительный центр», занимающейся продажей одежды и обуви. У предпринимателя был ещё один проект в сфере продуктового ритейла — сеть «Лидер», которая была продана новосибирской ГК «Холидей» в 2007 году.

### Медицина
Среди других активов Александра Говора — сеть частных клиник «Гранд Медика» в Новокузнецке, площадь имущественного комплекса которых составляет более 24 тысяч м². Первый медицинский центр «Гранд Медика» был открыт в 2016 году. В его состав входила поликлиника площадью 2 тысячи м², больница — 5,6 тысячи м² на 64 койки, а клинико-диагностический центр — 3,9 тысячи м², отделение лучевой терапии и 5 операционных блоков. Общая площадь клиники составила около 19 тысяч м². Инвестиции в её запуск составили 2,8 млрд рублей.
Ввод объекта в эксплуатацию изначально планировался на конец 2016 года, однако осенью Управление налоговой инспекции по Кемеровской области отказало клинике в вычетах НДС на её реконструкцию и преобразование в медицинский центр. Сумма составляла свыше 200 млн рублей. Компания приостановила работу на объекте для сбора средств и начала переговоры с банками.
По данным «Контур. Фокус», выручка сети за 2021 год составила 929 млн рублей, чистый убыток — 137,6 млн рублей.
Совместно с Дмитрием Подъяпольским Александр Говор также развивает сеть медицинских центров United Medical Center (UMG) в Новосибирске. Компании Говора принадлежит 51 % новосибирской медицинской клиники UMG с выручкой 471,2 млн и прибылью 57,4 млн рублей за 2021 год. Детская стоматология имеет такую же долю в Magic Kids с доходом в 82,1 млн рублей и чистым убытком в 26,3 млн рублей.

### Гостиничный бизнес
В 2002 году Александр Говор открыл ресторан и клуб-отель «Царская охота».
Александр Говор развивает свой гостиничный бизнес с помощью собственного отеля Park Inn by Radisson в Новокузнецке. Она зарегистрирована под торговым знаком ООО «Отель-Н Капитал», которая в 2021 году получила 276,1 млн выручки и 24,7 млн чистой прибыли. Сын предпринимателя Роман Говор в интервью «Континенту Сибирь» заявлял, что компания работала над проектом по созданию гостиничной сети в Сибири под собственным новым брендом. Инвестиции в запуск отеля составили 2,2 млрд рублей. В отеле также работает франчайзинговый ресторан Paulaner.
Весной 2018 года девелоперская компания «Инрусинвест», руководителем которой является Говор, приобрела отель «Кортъярд Марриотт Санкт-Петербург Пушкин» на набережной канала Грибоедова. Стоимость сделки оценивалась в 2 млрд рублей. Товарные знаки на отель, а также на ресторан Grillyard, который находится там же, принадлежат дочерней компании ООО «Отель Управление». В 2021 году её выручка составила 335 млн рублей, а прибыль — 13,7 млн рублей.

### Заправки
Говор является владельцем сети, состоящей из более 100 АЗС, в Кемеровской области, Алтайском крае,Республике Алтай и Красноярском крае. Через ООО «Кузбасский деловой союз» он развивает сеть АЗС «Лукойл». По данным сайта, у компании 43 АЗС в Кемеровской области, 15 в Красноярском крае и 48 АЗС на Алтае. По данным «Контур.Фокус», выручка сети в 2023 году достигла 6,6 млрд рублей, а прибыль — 370,2 млн рублей.

## Состояние
По данным журнала «Финанс», в 2011 году Александр Говор занимал 344-е место в списке богатейших россиян с состоянием 8,2 млрд руб. В 2013 году региональное деловое издание «Авант-Партнер» составило список рублёвых миллиардеров Кузбасса. Говор оказался близко к тройке лидеров с 6 млрд рублей.

## Награды
- Почётный работник топливно-энергетического комплекса Российской Федерации;
- Почётный работник угольной промышленности Российской Федерации;
- Полный кавалер знака «Шахтёрская слава» (1996, 1998, 1999);
- Почётный гражданин города Новокузнецка[1].

## Личная жизнь
Среди увлечений Александра Говора — коллекционные автомобили. К 400-летию Новокузнецка предприниматель подарил городу музей коллекционных автомобилей. Объём инвестиций в проект составил 200 млн рублей. Говор участвовал в ралли «Пекин-Париж» на своём автомобиле ВАЗ-2103 1972 года выпуска.
В 2010 году Говор купил вертолёт, на котором летает на свою виллу, стоящую на берегу озера в Горном Алтае.
В 2015 году на Алтае разбился вертолёт, на борту которого находился бизнесмен. Местные жители тогда говорили, что неоднократно подозревали Говора в браконьерстве. Член местной религиозной общины проверил и заявил, что никаких доказательств браконьерства обнаружено не было. В 2021 году в Хакасии разбился ещё один вертолёт, который, вероятно, принадлежал Говору. В данной аварии погиб пилот этого вертолёта.

### Семья
Сын — Роман Александрович Говор. Занимает руководящие должности в компании своего отца. В 2018 году избран в Законодательное собрание Кемеровской области от «Единой России». Задекларировав доход в 47 млн рублей за 2022 год, стал самым богатым депутатом Кузбасса. У него есть два земельных участка, жилой дом, квартира и 13 раритетных автомобилей российского производства. В 2019 году Роман Говор попал на 78-е место среди богатейших представителей власти по данным Forbes. Его годовой доход составил 191 млн рублей.
У Александра Говора есть ещё и дочь. В 2008 году на её свадьбе выступали Алла Пугачёва и Boney M., а свадебным подарком стала яхта. По данным «Комсомольской правды», свадьба обошлась предпринимателю в $1 млн.